# Rizelmine
Rizelmine (りぜるまいん, Rizerumain) est un manga de Yukiru Sugisaki qui a été adapté en série d'animation.

## Synopsis
Tomonori Iwaki est un jeune garçon de 15 ans, un étudiant comme tous les autres, si ce n'est qu'il est amoureux de son professeur. Mais celle-ci vient de se fiancer, pour le plus grand malheur du jeune homme. Mais pire encore, l'armée l'attend un soir chez lui pour lui annoncer qu'il doit se marier avec une fillette de 12 ans, qui a la particularité de pleurer des larmes de nitroglycérine. Tomonori va alors devoir apprendre à aimer cette jeune fille et ne surtout pas la rendre malheureuse au risque de faire exploser le voisinage.